# Juan Miguel Echevarría
Juan Miguel Echevarría (Camagüey, 11 de agosto de 1998) é um atleta do salto em distância cubano, medalhista olímpico que compete pelo SL Benfica.
Ele saltou 8,92 m (29 pés 3 pol.) em Havana em 10 de março de 2019, auxiliado por um vento de +3,3 m/s (7,4 mph), estabelecendo um novo recorde nacional. Nos Jogos Olímpicos de Verão de 2020, conquistou a medalha de prata com um salto de 8,41 m.